# Charles Toché
Charles Toché, né le 26 juillet 1851 à Nantes et mort le 31 août 1916 à Paris, est un peintre, lithographe, affichiste et illustrateur français.

## Biographie

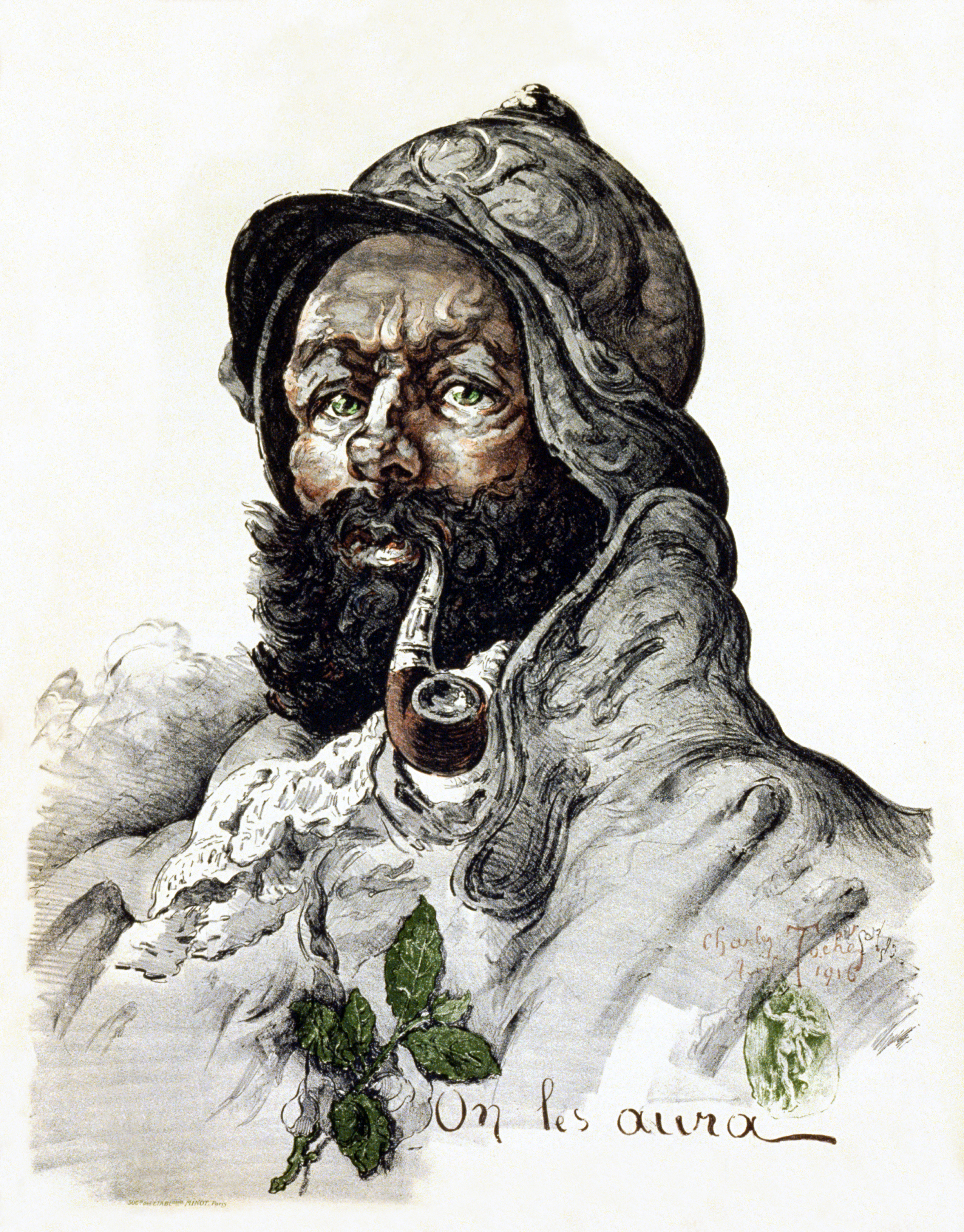
« On les aura » (1916), lithographie, Washington, Bibliothèque du Congrès.

Fils de l'armateur Émile François Toché (1802-1884) et de Jeanne Garnier (1806-1877), enfant d'une famille nombreuse, Charles Toché se destine à l'architecture et reçoit l'enseignement de Félix Thomas, artiste peintre retiré à Nantes, jadis l'un des découvreurs de Ninive.
Après ses études d'architecture, Toché séjourne cinq ans à Venise où il étudie et copie les œuvres des Italiens. Il y fait la rencontre d'Édouard Manet.
En 1880, il peint les décors du célèbre lupanar Le Chabanais, ce qui lui vaudra le surnom de « Pubis de Chabanais ».
De 1875 à 1888, il orne de fresques historiques et allégoriques la grande galerie du château de Chenonceau, d'après le procédé des maîtres italiens à base de chaux, de sable et de terres colorées, puis il exécute des cartons pour vitraux. Lors de son travail à Chenonceau, il rencontre Gustave Flaubert qui lui demande d'illustrer son roman, La Tentation de Saint-Antoine.
En 1887, il expose à la galerie Georges Petit les cartons des fresques de Chenonceau et se fait connaître auprès du public parisien.
Pour l'Exposition universelle de 1889, il travaille sur la décoration de différents palais : celui des Arts libéraux, de la République Sud-Africaine, de l'Argentine, de la Viticulture, etc., ainsi qu'une affiche.
Il peint également des fresques pour le théâtre Graslin à Nantes et pour l'Olympia à Paris.
Le 11 mai 1885, à Nantes, il épouse Marie Trastour. Le couple a deux enfants : Charles Toché II (1886-1968) et François Toché (1888-1982).

## Œuvres dans les collections publiques
États-Unis
- Washington, Bibliothèque du Congrès : On les aura, 1916, lithographie, 66 × 52 cm[2].

France
- Paris, Bibliothèque nationale de France :
  - Tableau musical, programme ;
  - Richard Wagner, Bayreuth, frontispice ;
  - Cirque d’Été. Bacchus et Cambrinus, affiche ;
  - Carabine P. Giffard à gaz liquéfié, affiche ;
  - Bains de mer de Bretagne, affiche ;
  - Élixir Godineau, affiche.
- Nantes, Musée d'arts de Nantes

Poule de bruyères des Alpes, janvier 1900, Dessin, 82,1 x 66,5 cm

### Iconographie
- Waléry, Charles Toché, peintre, vers 1900, photographie, Collection Félix Potin, Paris, musée d'Orsay (en ligne).